# Церковь Преображения Господня (Крымское)
Церковь Преображения Господня  — приходской храм Звенигородского благочиния Одинцовской епархии Русской православной церкви в селе Крымское Одинцовского городского округа Московской области, построенная в 1794 году. Здание церкви является объектом культурного наследия и находится под охраной государства. В настоящее время храм действует, ведутся богослужения.

## История храма

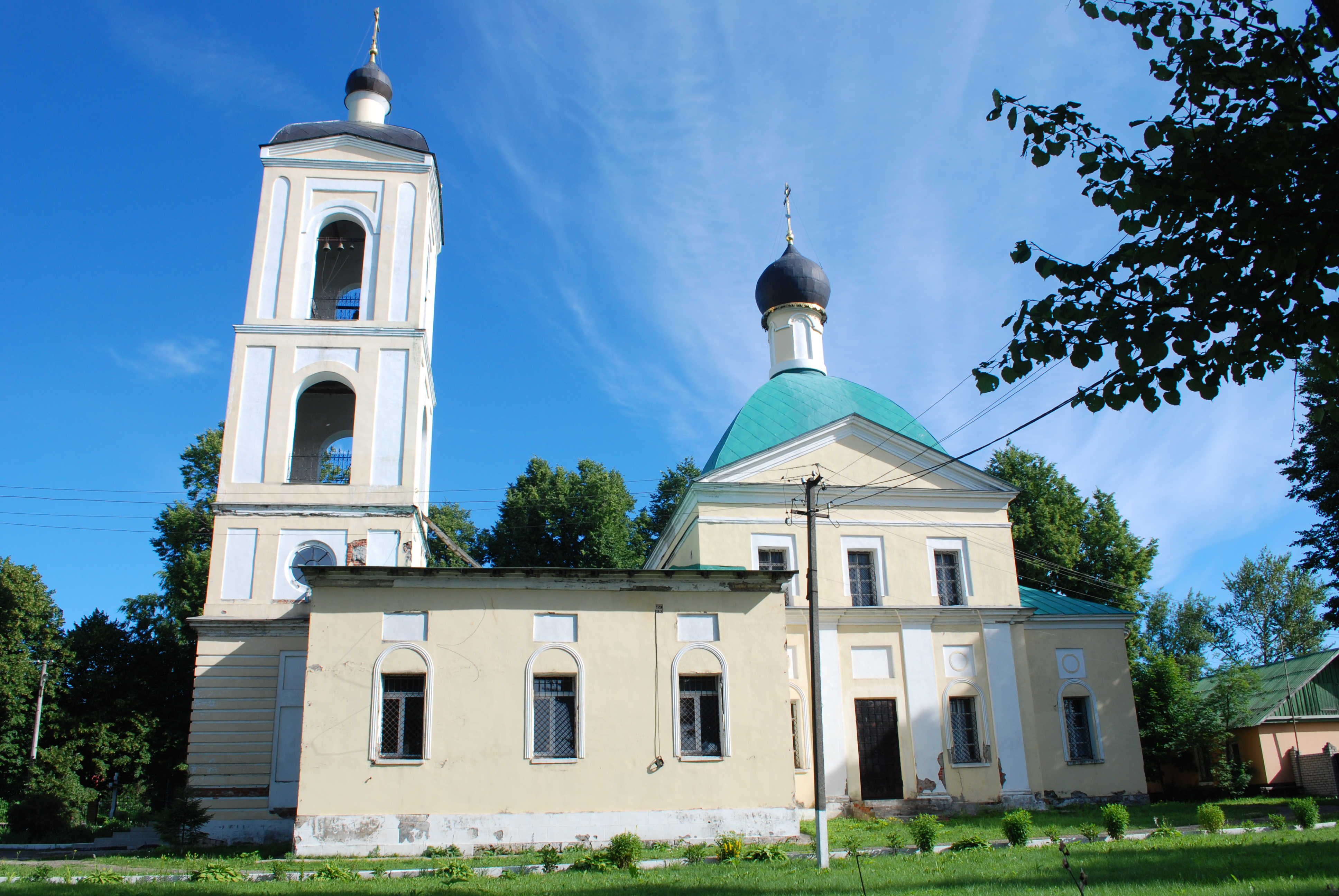
Фасад церкви

Село Крымское возникло в XVI веке. Своё название оно получило, скорее всего, из-за того, что в эти времена Звенигородский уезд неоднократно передавался в держание татарским царевичам, а некоторые из них происходили из Крымского ханства.
Писцовые книги свидетельствуют о расположении здесь лишь пустоши Крымское Дворище. К 1646 года она была заселена и стала деревней. Тогда это были владения боярина Богдана Матвеевича Хитрово. В 1685 году деревня Крымское Дворище стала собственностью Никиты Федоровича Боркова, который в том же году отдал ее в качестве приданного своему зятю Алексею Ивановичу Янову. Именно Янов выстроил тут церковь Преображения Господня. По наименованию храму село стало называться Преображенским. После смерти Алексея Ивановича село перешло по наследству сыновьям Фёдору и Василию Яновым. Был построен новый каменный храм, в котором имелось три придела, центральный Преображенский, правый придел в честь иконы Божией Матери «Знамение» а левый в честь Святителя Николая.
До 1892 года о церкви Преображения Господня сведений в архивных документах не сохранилось.
В 1892 году сюда учительствовать после окончания Московской Духовной семинарии был направлен Николай Александрович Соколов, который женился на дочери священника Преображенской церкви Иоанна Николаевича Митропольского. Митрополитом Московским и Коломенским Владимиром (Богоявленским) Соколов был произведен на священническое место в село Крымское, он был рукоположен во иерея и назначен настоятелем храма Преображения Господня. Около сорока лет прослужил отец Николай в этом приходе, здесь дважды его арестовывали. В 1937 году Соколов расстрелян на Бутовском полигоне под Москвой. В октябре 2002 года протоиерей Николай Соколов канонизирован Русской Православной церковью как Новомученик и Исповедник Российский.
После 1937 года церковь была закрыта и разграблена. Во время Великой Отечественной войны в строение попадали снаряды, были разрушены своды боковых приделов. После войны местные жители разрушили колокольню храма. В дальнейшем здание стало трёхэтажным и утеряло принадлежность к православному дому. В помещениях бывшей церкви расположились сельскохозяйственные лаборатории, клуб, библиотека и магазин. В 1980-е годы здание опустело из-за аварийного состояния, но продолжало числиться на балансе совхоза.

## Современное состояние
В 1992 году возродилась новая община храма. По благословении митрополита Крутицкого и Коломенского Ювеналия сюда был назначен настоятелем иеромонах Лука (Донских). Он организовал первые после долгого перерыва Богослужения.
В 1995 году постоянным настоятелем стал священник Николай Бабин. В церкви начались постоянные Богослужения, возобновилась приходская жизнь.
В 1996 году начались ремонтно-восстановительные работы. Были демонтированы надстройки над боковыми приделами, и установлена новая кровля. С 1997 по 2000 годы стены храма были оштукатурены и покрашены. Восстановлена кровля над главным приделом и водружен крест.
Храм действует, в нём проводятся богослужения. Работает библиотека и воскресная школа.